# Erich Danckwardt
Erich Carl Max Danckwardt (* 2. Dezember 1919 in Stralsund; † 2003) war ein deutscher Schiffbauingenieur und Hochschullehrer.

## Leben

### Familie
Erich Danckwardt war der Sohn des Kaufmanns und Kapitäns Maximilian Danckwardt (* 1857) und dessen Ehefrau Frieda, geb. Mooshake (* 1876).
Erich Danckwardt war seit 1953 mit Ilse-Dore, geb. Drahn, verheiratet und hatte mit ihr drei Kinder.

### Werdegang
Von 1926 bis 1939 besuchte Erich Danckwardt die Oberschule für Jungen in Stralsund, wo er 1939 sein Abitur ablegte. Im Anschluss daran absolvierte er ein Praktikum bei der Neptun-Werft in Rostock, das er von 1939 bis 1940 durchführte. 1940 begann er sein Studium an der Technischen Hochschule Danzig mit der Fachrichtung Schiffbau. Gleichzeitig leistete er den studentischen Ausgleichsdienst.
Während des Zweiten Weltkriegs diente Erich Danckwardt von 1940 bis 1945 als Soldat, zuletzt im Rang eines Obergefreiten. Er war in Rostock beim Standortkommando stationiert und gehörte zur 32. Infanteriedivision. Nach dem Ende des Krieges befand er sich von 1945 bis 1948 in sowjetischer Kriegsgefangenschaft.
Nach seiner Rückkehr aus der Gefangenschaft begann er 1949 ein Praktikum bei der VEB Volkswerft Stralsund. Von 1949 bis 1951 studierte er an der Ingenieurschule Wismar und schloss sein Studium 1951 als Fachschulingenieur ab. Während seiner Studienzeit übernahm er einen Lehrauftrag im Bereich Holzschiffbau und leitete ein Konstruktionskollektiv, das im Auftrag der Werft arbeitete.
Nach seinem Abschluss war Erich Danckwardt von 1951 bis 1952 als Assistent am Lehrstuhl für Theorie des Schiffes an der Universität Rostock tätig. In der Folge war er von 1952 bis 1963 Oberassistent am Institut für Entwerfen von Schiffen. Ab 1963 war er dann wissenschaftlicher Mitarbeiter am Institut für Schiffbau in Rostock und stellvertretender Leiter des Sektors Schiffbau. In dieser Funktion war er als wissenschaftlicher Berater Teil der Expertengruppe der DDR für die Typisierung von Frachtschiffen der RGW-Länder und hierbei verantwortlich für die Festlegung der Hauptabmessungen der in der DDR entworfenen Stückgutfrachtschiffe. Zudem entwarf er ein kombiniertes Massengutschiff und Automobiltransporter für den VEB Warnowwerft Warnemünde und war für verschiedene Entwurfsprojekte verantwortlich, darunter das Frachtschiff Typ 17; als Zuständiger für die Abstimmung dieses Entwurfes mit dem Seeflottenministerium der UdSSR in Moskau.
1963 wurde Erich Danckwardt in die wissenschaftliche Aspirantur der Universität Rostock aufgenommen, mit dem Ziel der Habilitation. Der Arbeitstitel seiner Habilitationsschrift lautete Technisch-ökonomische Untersuchung über den Einfluss des Leichtbaus auf die Hauptabmessungen eines Schiffes.
Er führte auch Projektbegutachtungen, unter anderem beim Typ XD, Typ Afrika, Typ VI und Frosttrawler der Elbewerft Boizenburg (siehe Nordsee (Schiffstyp)) und Zubringertrawler der Peene-Werft in Wolgast (siehe Artur Becker (Schiffstyp)) durch und war an der Untersuchung der Hauptabmessungen mehrerer Schiffe beteiligt. Danckwardt engagierte sich zudem in verschiedenen sozialistischen Arbeitsgemeinschaften und war Mitglied eines Kollektivs, das um den Titel Brigade der sozialistischen Arbeit kämpfte. 
Ab 1966 bekleidete er die Position eines Dozenten. In dieser Zeit promovierte er 1961 an der Universität Rostock mit der Dissertation Ermittlung der Hauptabmessungen aufgrund der Abhängigkeit der Formparameter eines Schiffes von den zu erfüllenden Entwurfsforderungen. Dargestellt am Beispiel des Trockenfrachters zum Dr.-Ing. 
In der akademischen Selbstverwaltung war er zwischen 1966 und 1968 als Institutsdirektor (in Vertretung) des Instituts für Entwerfen von Schiffen tätig und übernahm anschließend die kommissarische Leitung des Instituts. Ab 1968 war er Fachbereichsleiter für das Entwerfen von Schiffen.
Während seiner Tätigkeit an der Schiffbautechnischen Fakultät war Danckwardt in zahlreiche Projekte involviert, darunter die Mitarbeit an Buchmanuskripten, insbesondere an dem Schiffbautechnischen Handbuch, sowie an etwa 25 Veröffentlichungen von Fachaufsätzen. Seit 1952 hielt er Vorlesungen über Propellerentwurf und das Entwerfen von Schiffen.
Er engagierte sich auch in verschiedenen gesellschaftlichen Gremien, unter anderem im Zentralen Arbeitskreis Schiffstechnik sowie als stellvertretender Vorsitzender der Arbeitsgruppe Frachtschiffe. 
Gemeinsam mit Werner Ulrich veröffentlichte er 1956 die Konstruktionsgrundlagen für Schiffsschrauben und Berechnung eines Propellers nach der Wirbeltheorie. 1975 erschienen Entwerfen von Schiffen. 6 Lehrbriefe in Dresden. Zudem arbeitete er 1982 zusammen mit Alfred Dudzus an Schiffstechnik. Einführung und Grundbegriffe. Neben diesen Büchern veröffentlichte er auch zahlreiche Fachaufsätze, unter anderem im Jahrbuch der Schifffahrt von 1977.

## Ehrungen und Auszeichnungen
Erich Danckwardt erhielt mehrere Auszeichnungen, darunter 1956 den Titel Aktivist und 1964 eine Ehrenurkunde des Fachverbandes Fahrzeugbau und Verkehr der Kammer der Technik (KdT).
Für seine Verdienste in der Lehre erhielt Erich Danckwardt den Universitäts-Preis für Erziehung und Ausbildung.

## Mitgliedschaften
Erich Danckwardt war Mitglied in der KdT, im Freien Deutschen Gewerkschaftsbund (FDGB) und im Kulturbund der DDR (KB).

## Schriften (Auswahl)
- Werner Ulrich; Erich Danckwardt: Konstruktionsgrundlagen für Schiffsschrauben und Berechnung eines Propellers nach der Wirbeltheorie. Leipzig 1956.
- Ermittlung der Hauptabmessungen aufgrund der Abhängigkeit der Formparameter eines Schiffes von den zu erfüllenden Entwurfsforderungen. Dargestellt am Beispiel des Trockenfrachters. 1961.
- Entwerfen von Schiffen. 6 Lehrbriefe. Dresden, 1975.
- Alfred Dudszus; Erich Danckwardt: Schiffstechnik - Einführung und Grundbegriffe.  1982.